# Кривошеин, Николай Афанасьевич
Николай Афанасьевич Кривоше́ин (1908—1976) — начальник и главный конструктор московского ЦКБ тяжёлого машиностроения.

## Биография

Могила Кривошеина на Новодевичьем кладбище Москвы.

Родился 7 (20 мая) 1908 года в Макеевке (ныне Донецкая область, Украина). Работал учеником слесаря на ММЗ имени С. М. Кирова. В 1934 году окончил МММИ имени Н. Э. Баумана.
С 1938 года работал в аппарате Наркомата тяжёлого машиностроения. Занимался конструированием и внедрением в производство различных баз и приспособлений для использования реактивных боеприпасов на фронте. 
В сентябре 1954 года был назначен начальником и главным конструктором ЦКБ тяжёлого машиностроения. Под руководством Кривошеина ЦКБ ТМ стало головным предприятием по созданию установщиков ракет, заправочно-мачтовых устройств, дренажных систем и многого другого. Были созданы агрегаты наземного оборудования для космических стартов и боевых ракетных комплексов, защитные устройства для комплексов с ракетами. В 1957 году Н. А. Кривошеин обеспечивал запуск ракеты-носителя с первым искусственным спутником земли, а в 1961 году — космического корабля «Восток-1» с космонавтом Ю. А. Гагариным. Участвовал во всех лётно-конструкторских испытаниях боевых и космических ракет, присутствовал на секретных космических стартах на Байконуре, в Капустином Яре и Семипалатинске. В 1976 году получил смертельную дозу облучения, вследствие чего 30 декабря 1976 года скончался в Кремлёвской больнице. Похоронен в Москве на Новодевичьем кладбище (участок № 9).

## Награды и премии
- 17 июня 1961 года за подготовку и успешное осуществление первого в мире космического полёта советского человека на корабле-спутнике Восток Кривошеину Николаю Афанасьевичу присвоено звание Героя Социалистического Труда с вручением ордена Ленина и Золотой медали «Серп и Молот»
- три ордена Ленина (1948; 1961; 1969)
- орден Трудового Красного Знамени (1957)
- орден Красной Звезды (1944)
- Сталинская премия второй степени (1950) — за разработку усовершенствованного технологического процесса и оборудования для высокопроизводительного цементного завода с мощными вращающимися печами
- Ленинская премия (1975)